# 🇧🇱
🇧🇱 is een Unicode vlagsequentie emoji die gebruikt wordt als regionale indicator voor St. Barthélemy. De meest gebruikelijke weergave is die van de Vlag van Saint-Barthélemy, maar op sommige platforms (waaronder Microsoft Windows) ziet men de letters BL.
De vlagsequentie is opgebouwd uit de combinatie van de Regional Indicator Symbols 🇧 (U+1F1E7) en 🇱 (U+1F1F1), tezamen de ISO 3166-1 alpha-2 code BL voor St. Barthélemy vormend.
Deze emoji is in 2010 geïntroduceerd met de Unicode 6.0-standaard.

## Gebruik

De landsvlag van St. Barthélemy

Deze emoji wordt gebruikt als regionale aanduiding van St. Barthélemy.

## Codering

De Twemoji-implementatie

### Unicode
In Unicode vindt men de 🇧🇱 met de codesequentie U+1F1E7 U+1F1F1 (hex).

### Shortcode
Er zijn shortcodes  voor 🇧🇱; in Github kan deze opgeroepen worden met :st_barthelemy:,  in Slack kan het karakter worden opgeroepen met de code :flag-bl:.